# Французький райграс високий
{{#ifeq:0|0|{{#if:|{{#if:Arrhenatherumelatius|[[]}}|}}}}
Францу́зький райгра́с висо́кий, або райгра́с висо́кий (Arrhenatherum elatius) — вид трав'янистих рослин родини тонконогові (Poaceae).

## Опис
Багаторічник розміром 60–130(180) см. Волоть 10–30 см завдовжки, стисла. Колоски 8–11 мм завдовжки, 2-квіткові. Листки плоскі, довжиною 10–40 см, 4–10 мм завширшки. Язичок 0,5–2 мм довжиною. 2n=28.

## Поширення
Північна Африка: Алжир, Марокко; Кавказ: Азербайджан, Вірменія, Грузія, Росія; Азія: Туркменістан, Кіпр, Іран, Ірак, Ізраїль, Йорданія, Ліван, Сирія, Туреччина; Європа: Білорусь, Естонія, Латвія, Литва, Молдова, Україна, Австрія, Бельгія, Чехія, Німеччина, Угорщина, Нідерланди, Польща, Словаччина, Швейцарія, Данія, Фінляндія, Ісландія, Ірландія, Норвегія, Швеція, Велика Британія, Албанія, Болгарія, Хорватія, Греція, Італія, Румунія, Сербія, Словенія, Франція, Португалія, Іспанія. Вид введений в Північну й Південну Америки, Австралію, Нову Зеландію, ПАР, Японію, Корею. 
Середовище проживання: грубі трав'янисті місця, узбіччя доріг, огорожі, морський пісок і галька, пустир.
В Україні росте на луках, лісових галявинах, узліссях і вирубках, біля доріг, у парках і садах; нерідко культивується як корм — у Лісостепу і Карпатах досить часто; на заході гірського Криму зрідка; у Поліссі та Степу рідко.

## Використання
Має господарське значення як високопродуктивна трава для заготівлі сіна. Велика рогата худоба не любить їсти його як зелений корм, оскільки він гіркий через сапоніни. Гарний для посіву в дещо посушливих місцях, оскільки може впоратися з посухою.

## Галерея

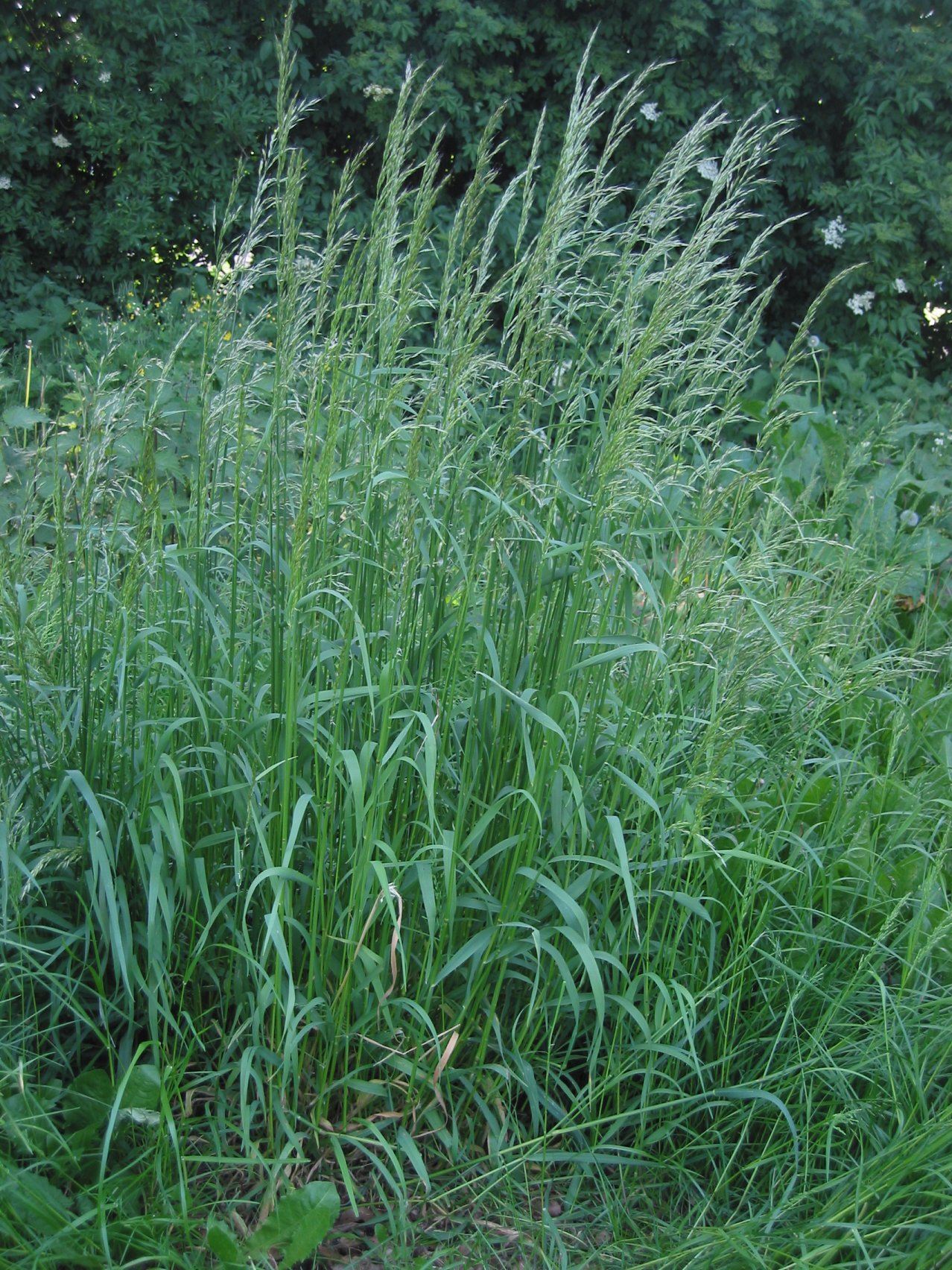
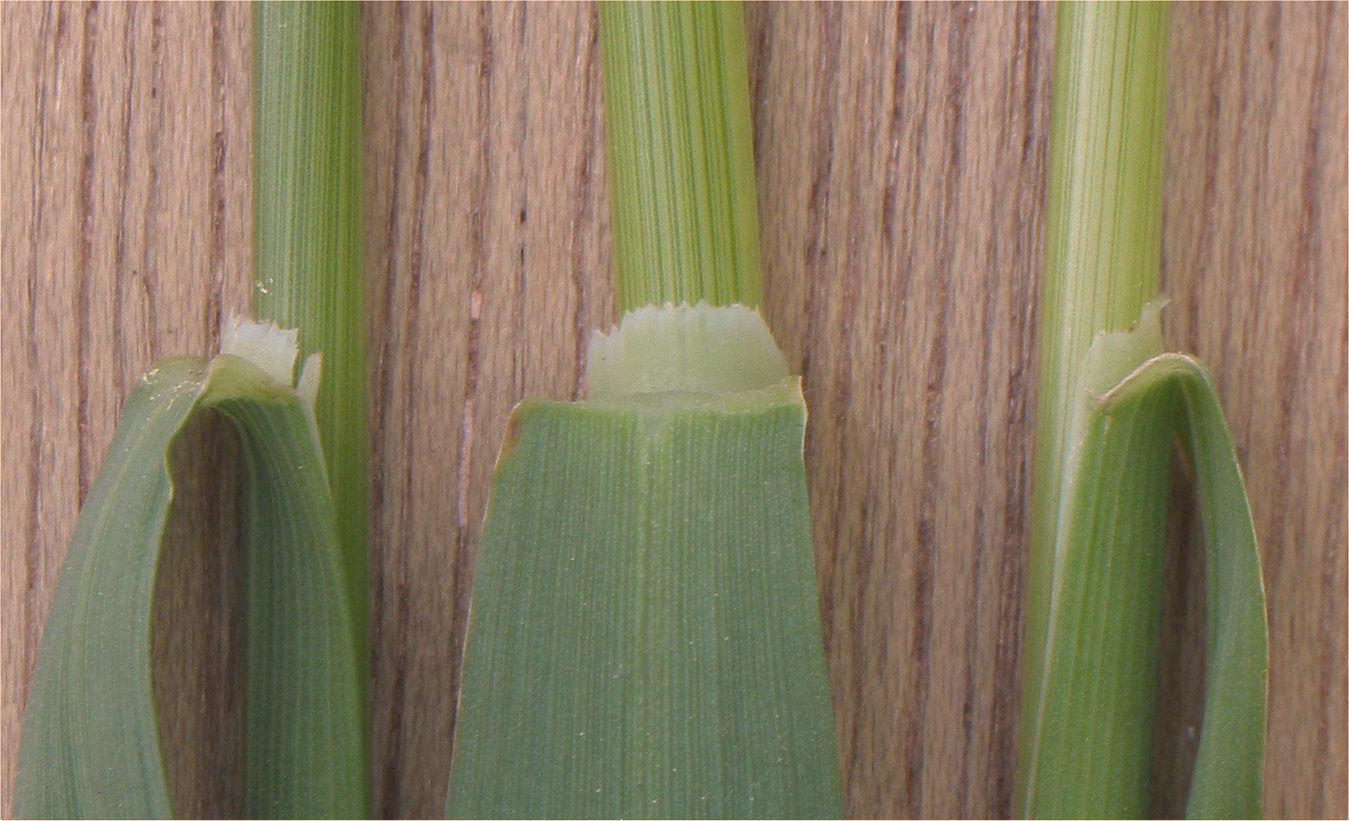
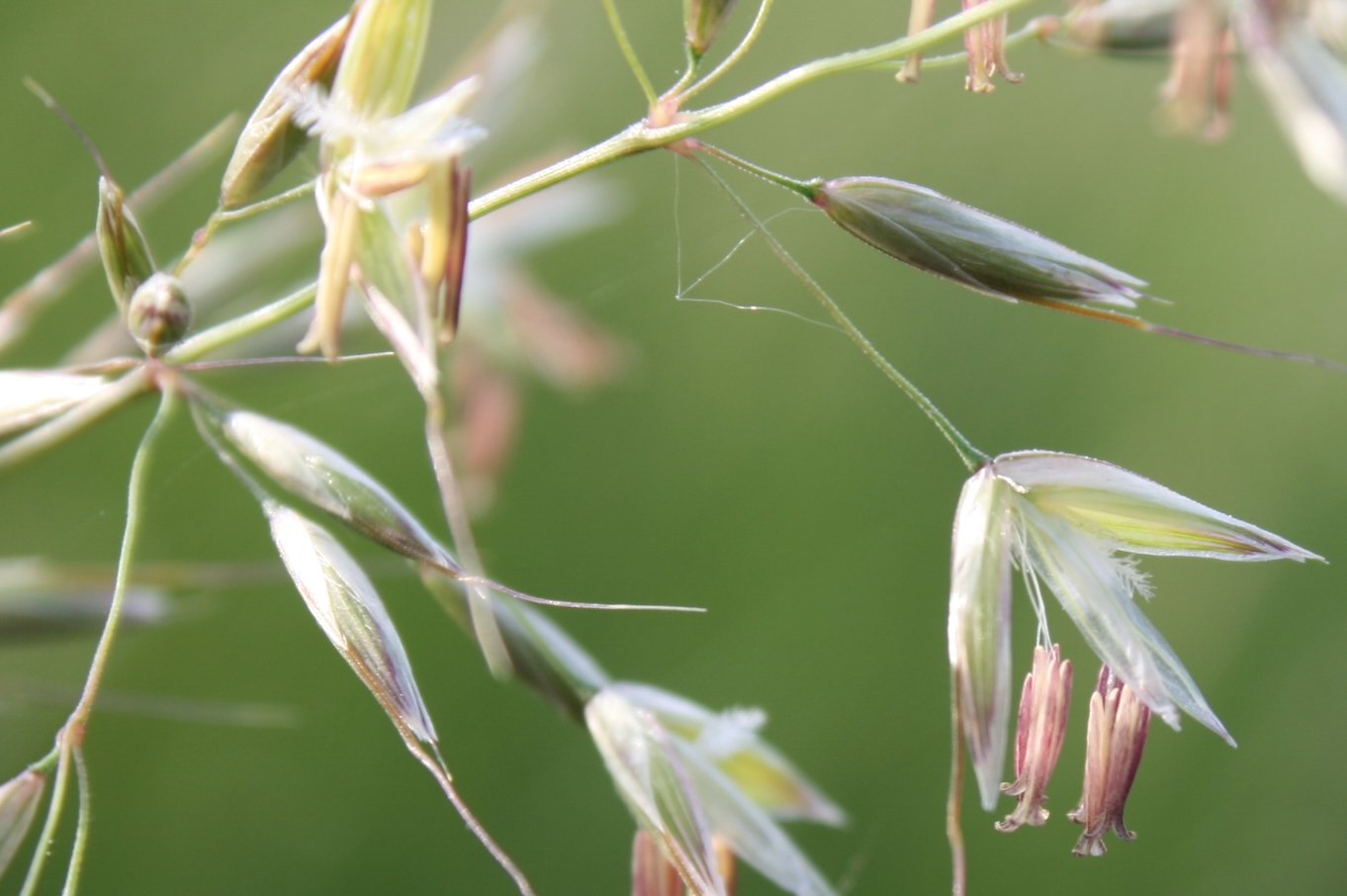
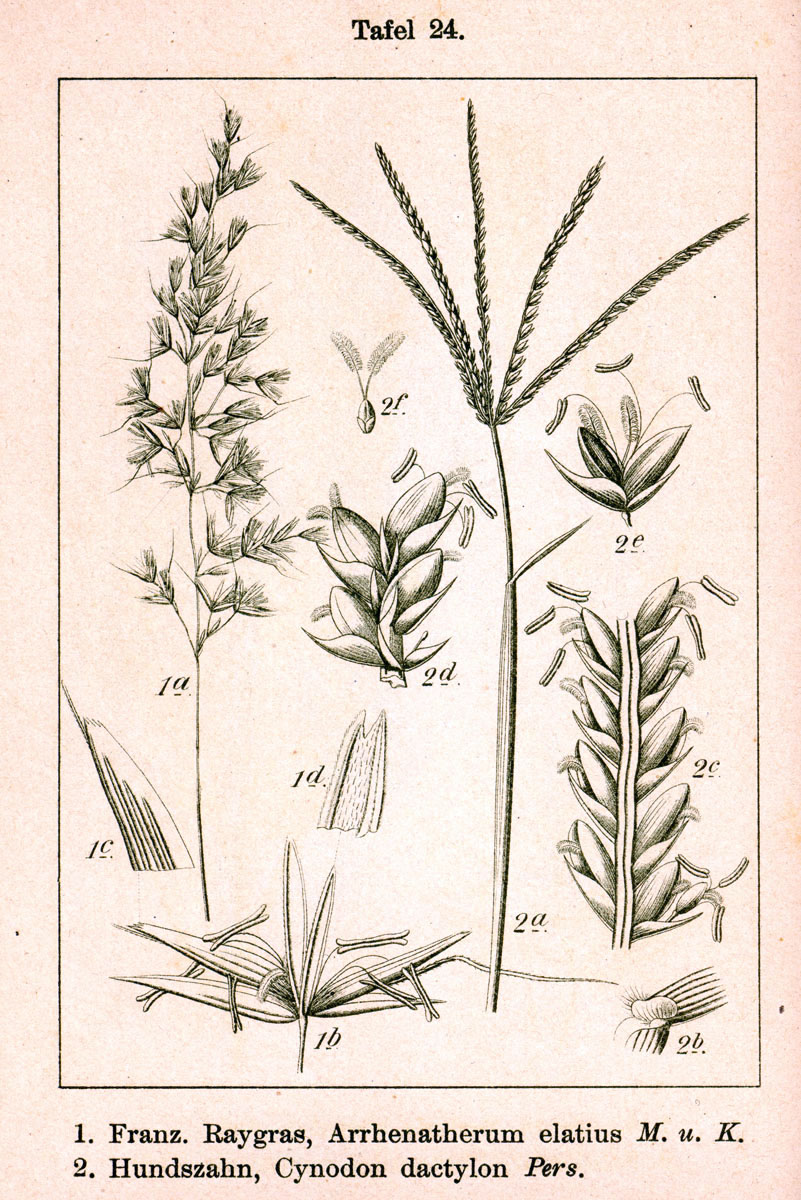